# إدوين فلينت
إدوين فلينت هو قاضي وسياسي أمريكي، ولد في 25 مايو 1814، وتوفي في 15 أكتوبر 1891. انتخب عضو مجلس ولاية ويسكونسن ‏.